# Школьный округ
Школьный округ (англ. school district) — округ специального назначения, который объединяет местные государственные начальные и средние школы в разных, по преимуществу англоязычных, странах. В США могут быть органами местного самоуправления наряду с мэрами и шерифами.

## США
В США независимый школьный округ — юридически отдельный субъект права. Большинство государственных двенадцатилетних школ (K—12) функционируют как подразделения местных школьных округов, в которых обычно работает несколько школ, а в крупнейших округах могут действовать сотни школ. Хотя практика значительно различается в зависимости от штата (а в некоторых случаях и внутри штата), большинство американских школьных округов действуют как независимые местные правительственные единицы с предоставлением полномочий и в пределах географических границ, установленных законодательством штата. Исполнительная и законодательная власть над политикой и деятельностью независимого школьного округа, контролируемой на местном уровне, в большинстве случаев принадлежит совету по образованию школьного округа. В зависимости от закона штата, члены местного совета по образованию (часто неформально называемого школьным советом) могут быть избраны, назначены должностным лицом, занимающим политический пост, занимать должности ex officio или сочетать любое из этих действий.
Независимые школьные округа часто управляют школьной системой, аналогично местным органам власти, таких как власть города или округа. Им принадлежит в первую очередь право издавать обязательные правила и положения, влияющие на политику и деятельность школ. Однако право школьных округов на налогообложение и бюджетирование обычно более ограничено. Годовой бюджет независимого школьного округа может потребовать одобрения плебисцитом (большая часть Нью-Йорка) или местными властями. Однако школьные округа могут не иметь налоговых полномочий и в таком случае зависят от местных властей в плане финансирования, как в Виргинии. Руководящий орган округа обычно избирается прямым всенародным голосованием, но может быть назначен другими государственными должностными лицами, и называется школьным советом, попечительским советом, советом по образованию, школьным комитетом и т. п. Этот орган назначает директора школы, обычно опытного администратора государственной школы, который выполняет функции исполнительного директора округа для выполнения повседневных решений и реализации политики. Школьный совет может также выполнять квазисудебные функции в серьёзных вопросах дисциплины сотрудников и учащихся.
Границы школьных округов на Среднем Западе и Западе часто не совпадают с муниципальными границами, в то время как школьные округа в Новой Англии и Средне-Атлантических штатах имеют тенденцию придерживаться границ города, поселка и / или округа. По состоянию на 1951 год школьные округа были независимыми правительственными единицами в 26 штатах, в то время как в 17 штатах были как независимые школьные округа, так и школьные округа, подчинённые местным органам власти. В девяти штатах были только школьные округа, подчинённые местным органам власти.
В большинстве южных штатов школьные системы действуют либо как часть окружной администрации, либо, по крайней мере, имеют общие границы с округами. Исследование, проведённое в 2010 году экономистом Уильямом А. Фишелем, показало, что «две трети средних и крупных американских городов имеют границы, которые существенно пересекаются с границами одного школьного округа» со значительными региональными и государственными различиями в степени совпадения, «варьирующимися от почти идеальное совпадение в Новой Англии, Нью-Джерси и Вирджинии с почти любым в Иллинойсе, Техасе и Флориде». Старые и более густонаселенные муниципалитеты «имеют тенденцию иметь границы, которые точно соответствуют границам одного школьного округа». Отмечая, что большинство современных школьных округов были сформированы путем объединения однокомнатных школьных округов в первые семь десятилетий XX века, Фишель утверждает, что «за пределами Юга эти объединения были одобрены местными избирателями», которые «предпочли округа, границы которых соответствовали их повседневному взаимодействию, а не формальным органам управления», «и что Юг оказался с окружными школьными округами, потому что сегрегация привела к снижению экономии от масштаба для округа и требовали более крупных земельных участков».
В штате Нью-Йорк большинство школьных округов представляют собой отдельные правительственные единицы с полномочиями взимать налоги и нести долги, за исключением пяти городов с населением более 125 000 человек (Буффало, Рочестер, Сиракьюс, Йонкерс и Нью-Йорк), где действуют школы, подчинённые непосредственно муниципалитетам.
Департамент образования штата Гавайи функционирует как единый школьный округ штата, что является уникальным явлением среди штатов.
Согласно исследованию 2021 года, демографические данные избирателей, избирающих местные школьные советы в Соединённых Штатах, как правило, не совпадают с демографическими данными учащихся. Этот разрыв «наиболее заметен в юрисдикциях с большинством небелых и школьных округах с наибольшим разрывом в расовых достижениях».

### История
В 1930 году в стране было 130 000 школьных округов со средней численностью учащихся 150 человек С 1942 по 1951 год количество школьных округов сократилось со 108 579 до 70 452, то есть на 38 127 или 35 %.. Многие штаты приняли законы, способствующие объединению школьных округов. В 1951 году большинство существующих школьных округов были сельскими, обеспечивающими только начальное образование, в некоторых округах за неимением действующих школ деятельность школьных советов ограничивалась обеспечением учеников транспортом для поездок в школы соседних округов. Наибольшее количество сельских школьных округов было на Среднем Западе.
Ранее районы Неорганизованного боро Аляски обслуживались не школьными округами, а школами, находящимися под непосредственным управлением Департамента образования Аляски или Бюро по делам индейцев (BIA). Государственные школы были переподчинены агентству Система государственных школ Аляски (англ. Alaska State-Operated School System, SOS), созданную решением Легислатурой Аляски в 1971 году. В 1975 году агентство были ликвидировано, а школы были переданы во вновь созданный Школьный округ Неорганизованного боро Аляски (англ. Alaska Unorganized Borough School District), который уже в следующем году был разделён на двадцать один школьный округ.
В 2002 году Бюро переписи населения США насчитало следующее количество школьных округов и систем в Соединённых Штатах:
- 13 506 школьных округов
- 178 школьных систем штатов
- 1330 местных школьных систем
- 1196 образовательных агентств и агентств, оказывающих вспомогательные услуги системам государственных школ

В период с 2008 по 2012 год школьные округа в США сократили количество своих сотрудников на 3,3 % из-за снижения доходов от налога на имущество во время и после Великой рецессии. К 2016 году в стране насчитывалось около 13 000 школьных округов, а средняя численность учащихся составляла около 5000 человек.
По данным Бюро переписи населения США в 2018 году в стране было более 14 000 школьных округов и систем, и каждый год на государственное начальное и среднее образование тратится более $500 млрд (совокупные расходы федерального правительства, правительств штатов и местного самоуправления).

### Терминология
Хотя терминология может незначительно отличаться в разных штатах и регионах, это типичные определения для устройства школьного округа:
- Единый школьный округ (англ. unified school district) в штатах Аризона, Калифорния, Канзас, Орегон и Иллинойс обычно включает и управляет всеми уровнями образования от детского сада (kindergarten) до старшей школы (high schools).
- Слово «центральный» (central) в названии округа указывает на то, что он образован путём объединения («централизации») нескольких округов и что деятельность округа централизована по сравнению с деятельностью предыдущих округов[13].
- Слово «сообщество» (community) в названии округа указывает на то, что он сформирован для обслуживания сообщества людей с общими интересами и ассоциациями и с общественным центром[14].
- Слова «объединение» (union) или «консолидированный» (consolidated) в названии округа указывает на то, что он был образован из двух или более округов.
- Слово «бесплатный» (free ) в названии округа указывает на то, что плата за обучение в школах округа не взимается. В штате Нью-Йорке этот термин используется вместе с union для обозначения округа, состоящего из нескольких, ранее независимых общеобразовательных школьных округов, теперь свободных от ограничений, налагаемых на общеобразовательные школьные округа штата.
- В Миссури большинство названий округов включают C- (для «консолидированного») или, чаще, R- (для «реорганизованного»), за которым следует число, обычно римскими цифрами[15].
- Слово «соединённый» (joint) в названии округа указывает на то, что он включает территорию более чем одного территориального округа. В более широком смысле, соединённый школьный округ может действовать в двух штатов.
- Слово «независимый» (independent) может иметь разное значение в зависимости от штата.
  - Кентукки — в соответствии с § 160.020 Пересмотренных законов штата Кентукки «независимый» округ определяется как тот, юрисдикция которого не распространяется на весь территориальный округ[16], в то время как границы обычного школьного округа точно совпадают с границами территориального округа.[17] По данным на 2019 год в штате насчитывается 52 независимых школьных округа и 120 обычных[18], при этом чаще независимые округа встречаются в Северном[англ.] и Восточном Кентукки[англ.]. Эти районы обычно связаны с городом или иногда с группой прилегающих городов. В отличие от округов, независимые округа могут пересекать границы округов. Некоторые школьные округа штата являются независимыми, несмотря на то, что в их официальном названии нет слова «независимый».
  - Миннесота — По закону Закону Миннесоты 120A.05, «независимым» является любой школьный округ, действительным образом созданный и существующий как независимый, консолидированный, совместно независимый округ или десять или более городских округов по состоянию на 1 июля 1957 года или в соответствии с Кодексом об образовании[19].
  - Техас — Здесь «независимый» означает, что школьный округ отделён от любого образования на уровне территориального округа или муниципалитета. Все школьные округа штата, за одним исключением (муниципальный школьный округ Стаффорда), не зависят от какого-либо муниципального или окружного контроля. Более того, границы школьного округа редко совпадают с муниципальными границами. Большинство округов используют в своём названии термин «независимый»; в тех немногих случаях, когда используется термин «обычный» (common), округ по-прежнему является независимым.
- В Огайо школьные округа классифицируются как городские (city), освобожденные деревенские (exempted village) или местные (local). Городские и деревенские школьные округа освобождены от контроля со стороны окружных советов по образованию, в то время как местные школьные округа остаются под надзором окружных школьных советов. Школьные округа могут объединить ресурсы для формирования четвёртого типа школьного округа, соединённого профессионального (joint vocational), в котором основное внимание уделяется учебной программе, основанной на технических навыках[20].
- В Мичигане есть округа вспомогательных школ (intermediate school districts, ISD), региональные округа образовательных услуг (regional education service districts, RESD) или региональные агентства образовательных услуг (regional education service agencies, RESA), в основном на уровне территориальных округов. Местные школьные округа управляют школами и большинством программ, при этом часто двуязычные помощники, программы для глухих и слепых, специальное обучение для лиц с серьёзными нарушениями, а также программы профессионального и технического образования находятся в ведении школьного округа промежуточного уровня или его эквивалента.
- Школьные округа в масштабах территориального округа обычно встречаются в Средне-Атлантических и Южных штатах, таких как Мэриленд, Виргиния, Северная Каролина, Южная Каролина, Джорджия, Флорида, Алабама, Миссисипи, Луизиана, Теннесси и Кентукки. В Неваде и Юте преобладают школьные округа на уровне округа, на Аляске много школьных округов на уровне округа. Гавайи управляет своими школами на уровне штата через свой департамент образования.
- В штате Мэн есть региональные школьные единицы (regional school unit), в которые в 2008 году были объединены более мелкие округа, когда изменились законы штата.

## Европа
В Англии и Уэльсе школьные советы были созданы в 1870 году и упразднены в 1902 году, при этом советы графств и городских округов стали местными органами управления образованием.
Во Франции система carte scolaire была ликвидирована к началу 2007 учебного года. Французским учащимся предоставлен более широкий выбор школ; однако приоритет отдаётся тем, кто соответствует следующим критериям:
- учащиеся с ограниченными возможностями;
- учащиеся, получающие стипендии или отмеченные за особые академические заслуги;
- учащиеся, отвечающие критериям «социальной сплоченности» (в основном для диверсификации[англ.] школьного контингента);
- учащиеся, которым требуется специализированная медицинская помощь в больнице;
- учащиеся, которые хотят изучать курс, предлагаемый только этой школой;
- учащиеся, у которых есть братья и сестры, посещающие данную школу;
- учащиеся, которые живут недалеко от школы.

В Германии школы преимущественно финансируются землями, которые также контролируют общую политику в области образования. С другой стороны, школы в основном управляются и частично финансируются общинами на разных уровнях муниципальной системы, в зависимости от размера и специализации определённой школы или численности населения определённого муниципалитета. Как и в случае с другими областями управления, для специализированных школ могут быть созданы специальные правительственные органы («Zweckverband»), членами которых являются муниципалитеты, а не граждане; они в определённой степени сопоставимы со школьными округами в США. Возможны и другие варианты: определённые типы специальных школ в земле Северный Рейн-Вестфалия находятся в ведении территориальных ассоциаций (Landschaftsverbände). Также существуют негосударственные школы, в основном финансируемые государством, но управляемые негосударственными организациями, такими как церкви или фонды.
В Италии школьные округа были учреждены в 1974 году. В каждом районе должно проживать не менее 10 000 жителей. Правительство пыталось таким образом связать местные школы с местным обществом, культурой и местными органами власти. Школьные округа были распущены в 2003 году в попытке сократить расходы национального бюджета.
Образовательные (школьные) округа существуют и в России. Например, в Самарской области действуют 13 образовательных округов, которыми руководят территориальные управления Министерства образования и науки Самарской области, которое является учредителем школ во всех районах и городах региона за исключением Самары и Тольятти. Одиннадцати управлениям делегированы часть полномочий органов местного самоуправления (за исключением функций собственника муниципального имущества), Самарское и Тольяттинское управления действуют на основании соглашений о разграничении полномочий в сфере образования, заключённых министерством с администрациями Самары и Тольятти.

## Азия
В Гонконге Управление образования делит начальные школы на 36 округов, известных как школьные сети (англ. school nets), в соответствии с системой приёма в начальную школу. Из 36 округов наиболее престижными считаются 34-й и 41-й в Коулуне и 11-й и 12-й на острове Гонконг.

### Комментарии
1. ↑  Государственными школами Округа Колумбия управляет система Государственных школ округа Колумбия (англ. District of Columbia Public Schools, DCPS), государственными школами Содружества Пуэрто-Рико управляет Департамент образования Пуэрто-Рико (англ. Puerto Rico Department of Education, PRDOE).